# 마르티나 뮐러 (축구인)
마르티나 뮐러(독일어: Martina Müller, 1980년 8월 18일 ~ )는 독일의 전직 여자 축구 선수로 선수 시절 포지션은 공격수였다.

## 클럽 경력
마르티나 뮐러는 1998년에 독일 프라우엔-분데스리가 우승 팀이었던 FSV 프랑크푸르트에 입단하기 이전까지 헤센주 북부의 소규모 유소년 축구 클럽에서 뛰었다. 마르티나 뮐러는 1998년 여름에 비르기트 프린츠를 비롯한 클럽의 스타 플레이어들이 대거 이탈한 이후에 곧바로 주전 선수로 기용되었고 팀이 리그에 잔류하는 데에 도움을 주었다.
마르티나 뮐러는 2000년부터 2004년까지 SC 07 바트노이에나어 소속으로 뛰었다. 2005년에는 VfL 볼프스부르크에 합류했는데 VfL 볼프스부르크는 2. 프라우엔-분데스리가로 강등된 상태였다. 2005-06 2. 프라우엔-분데스리가 시즌에서 36골을 기록하면서 VfL 볼프스부르크의 2. 프라우엔-분데스리가 우승과 프라우엔-분데스리가 복귀에 기여했다.
마르티나 뮐러는 2012-13 시즌에서 VfL 볼프스부르크의 프라우엔-분데스리가 우승, 여자 DFB-포칼 우승, UEFA 여자 챔피언스리그 우승에 기여했다. 특히 2013년 5월 23일에 잉글랜드 런던에 위치한 스탬퍼드 브리지에서 열린 올랭피크 리옹과의 UEFA 여자 챔피언스리그 결승전 경기에서 결정적인 페널티킥을 성공시키면서 VfL 볼프스부르크의 1-0 승리에 기여했다. 이에 따라 올랭피크 리옹이 갖고 있던 118경기 연속 무패 기록이 깨졌고 프랑스의 여자 축구 클럽의 3회 연속 UEFA 여자 챔피언스리그 우승도 좌절되었다. 2015년 4월 13일을 기해 2014-15 시즌 종료와 함께 은퇴를 결정했다.

## 국가대표 경력
마르티나 뮐러는 2000년 7월 22일에 열린 미국과의 친선 경기에 처음 출전하면서 독일 여자 축구 국가대표팀 선수로 데뷔했다. 독일에서 개최된 UEFA 여자 유로 2001에서는 본선 2경기에 교체 출전했는데 독일은 해당 대회에서 우승을 차지했다. 미국에서 개최된 2003년 FIFA 여자 월드컵에서는 본선 3경기에 출전하여 2골을 기록했고 독일은 해당 대회에서 우승을 차지하게 된다.
마르티나 뮐러는 2004년 아테네 하계 올림픽에서 참가하여 독일의 동메달에 기여했다. 중국에서 개최된 2007년 FIFA 여자 월드컵에서는 본선 4경기에 교체 출전하여 독일의 우승에 기여했다. 특히 노르웨이와의 준결승전 경기에서는 독일의 3번째 골을 기록하여 독일의 3-0 승리와 결승전 진출에 기여했다. 핀란드에서 개최된 UEFA 여자 유로 2009에서는 본선 2경기에 출전했고 독일은 해당 대회에서 우승을 차지하게 된다.
마르티나 뮐러는 독일에서 개최된 2011년 FIFA 여자 월드컵에 참가한 독일 여자 축구 국가대표팀 명단에 이름을 올렸으나 본선에는 기용되지 않았다. 2012년 9월 19일에 열린 터키와의 UEFA 여자 유로 2013 예선 홈 경기에서 국가대표팀 100경기 출전 기록을 수립했으며 독일은 터키에 10-0 승리를 기록했다.
마르티나 뮐러는 2012년 11월 20일에 국가대표팀 은퇴를 결정했고 2012년 11월 29일에 열린 프랑스와의 친선 경기에 마지막으로 출전했다. 2000년부터 2012년까지 국가대표팀 101경기에 출전하여 37골을 기록했다.

## 수상

### 클럽
VfL 볼프스부르크
- 프라우엔-분데스리가 2회 우승 (2012-13, 2013-14)
- 여자 DFB-포칼 2회 우승 (2012-13, 2014-15)
- UEFA 여자 챔피언스리그 2회 우승 (2012-13, 2013-14)

### 국가대표
- UEFA 여자 유로 2001 우승
- 2003년 FIFA 여자 월드컵 우승
- 2004년 아테네 하계 올림픽 여자 축구 동메달
- 2007년 FIFA 여자 월드컵 우승
- UEFA 여자 유로 2009 우승

### 개인
- 2003년 질베르네스 로르베르블라트 수상
- 2007년 질베르네스 로르베르블라트 수상
- 2013년 독일 올해의 여자 축구 선수 선정